# Dalc'homp Sonj
 (septembre 2024).
Si vous disposez d'ouvrages ou d'articles de référence ou si vous connaissez des sites web de qualité traitant du thème abordé ici, merci de compléter l'article en donnant les références utiles à sa vérifiabilité et en les liant à la section « Notes et références ».
Dalc'homp Soñj (« Souvenons-nous » en breton), créée en 1981, est une association dont le but principal est de participer à la vulgarisation de l'histoire de Bretagne et des Pays celtiques.

## Présentation
Sa principale activité depuis quelques années est l'édition d'ouvrages historiques dans cinq collections : biographies, histoire locale, Tramor, consacrée aux autres pays celtiques, Buhez bro an Oriant, consacrée au Pays de Lorient, Études et recherches, consacrée aux travaux universitaires. L'association est membre de l'Institut culturel de Bretagne. Dans les années 1980 elle a publié une revue de vulgarisation de l'histoire de Bretagne, également intitulée Dalc'homp Soñj.

## Ouvrages
- Roparz Hemon 1900-1978. Collectif. Dalc’homp Sonj.
- Bretagne en tête à tête par Michel Deligne. Dalc’homp Sonj.
- Yann-Ber Kalloc'h par Gwenaël Le Bras, préface de Jorj Belz. Dalc’homp Sonj.
- Histoire de Châteaugiron, contribution à l'histoire de la Bretagne par Michel de Mauny. Dalc’homp Sonj.
- 1789-1795 : Les Quévenois et la Révolution française Collectif. Dalc’homp Sonj.
- Job Jaffré, Seigneurs et Seigneuries du Kemenet-Heboé : pays de Lorient, Éd. Dalc'homp Sonj, 1986, 269 p. (ISBN 2-905929-00-6)
- Secrets et Mystères de nos Kêr, 2 tomes par Job Jaffré. Dalc’homp Sonj.
- Comprendre les noms de lieux du Pays de Lorient. Institut culturel de Bretagne. Dalc’homp Sonj.
- L'origine géographique des Bretons armoricains par Alan J. Raude. Dalc’homp Sonj.
- Iliens par Peadar O'Donnell. Dalc’homp Sonj.